# I-25 (Kolumbien)

Die kolumbianische Nationalstraße I-25 führt durch Barranquilla, Medellín, Cartago, Cali, Popayán, Pasto, Ipiales bis zur Grenze nach Ecuador bei Rumichaca. Sie ist zwei- oder mehrspurig asphaltiert und etwa 1580 km lang. Sie ist Teil der Panamericana.

## Galerie

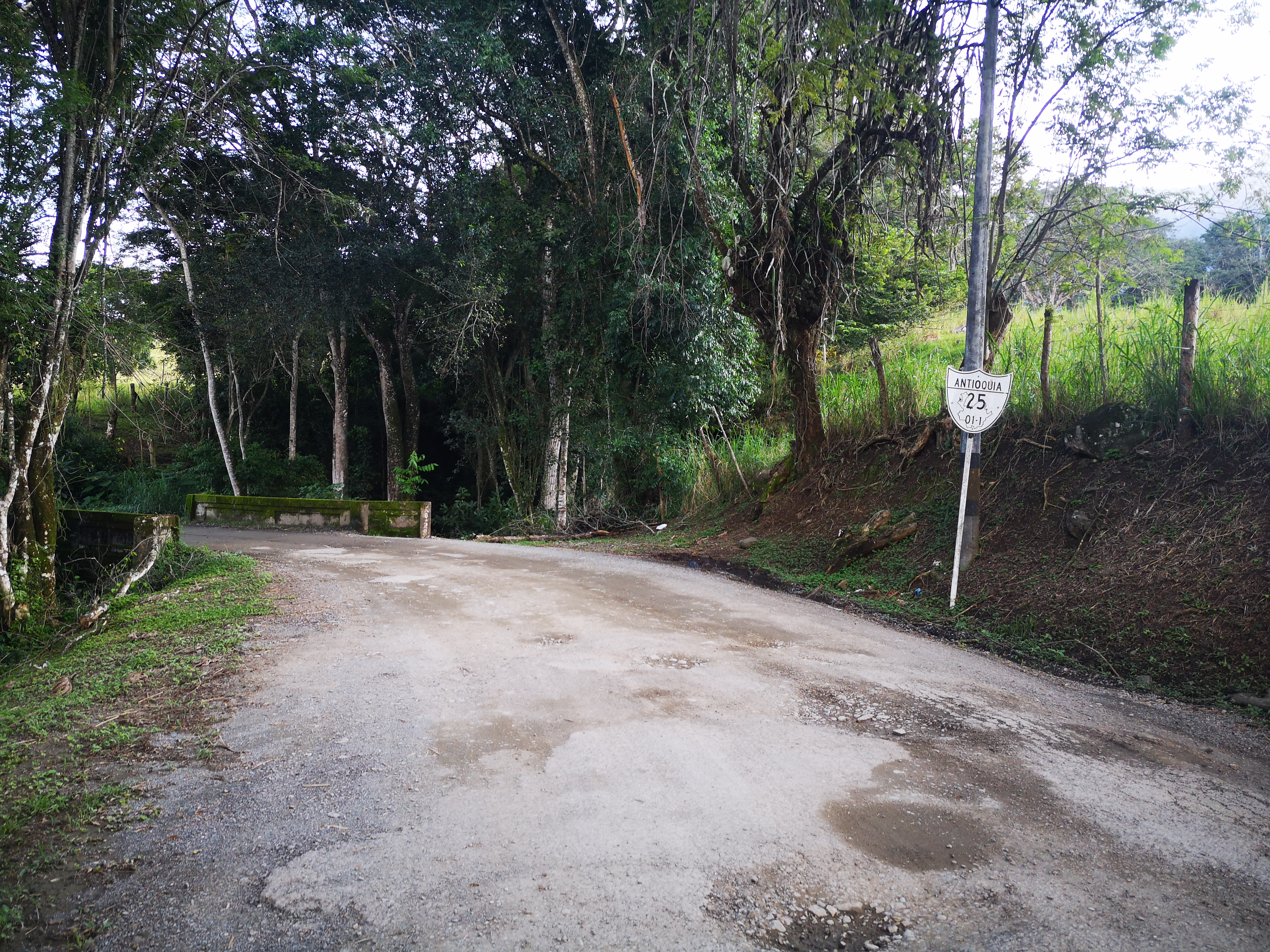
Ruta Nacional 25 zwischen Puente Iglesias und Palermo (Antioquia)
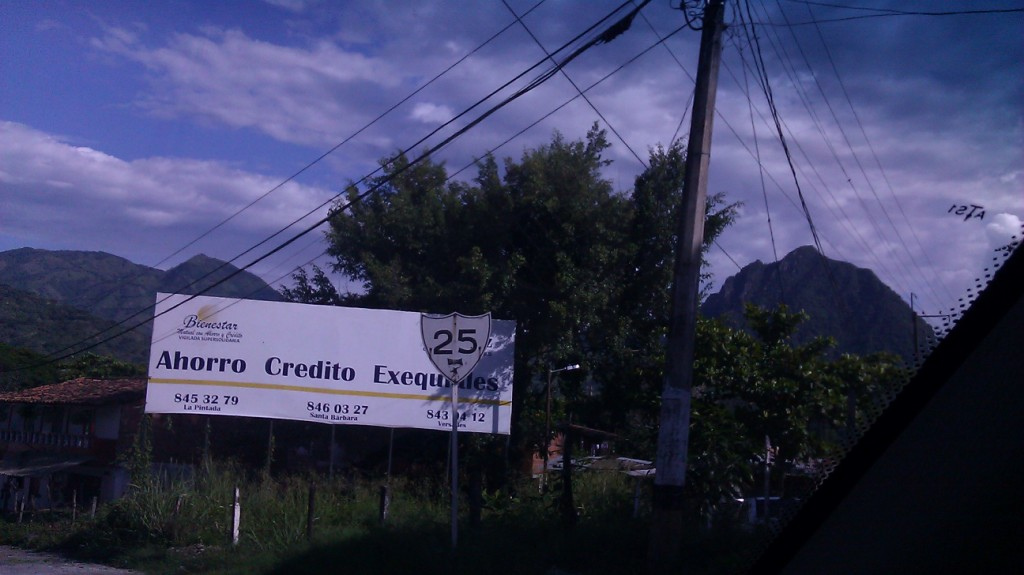
Die I-25 bei La Pintada (Antioquia)
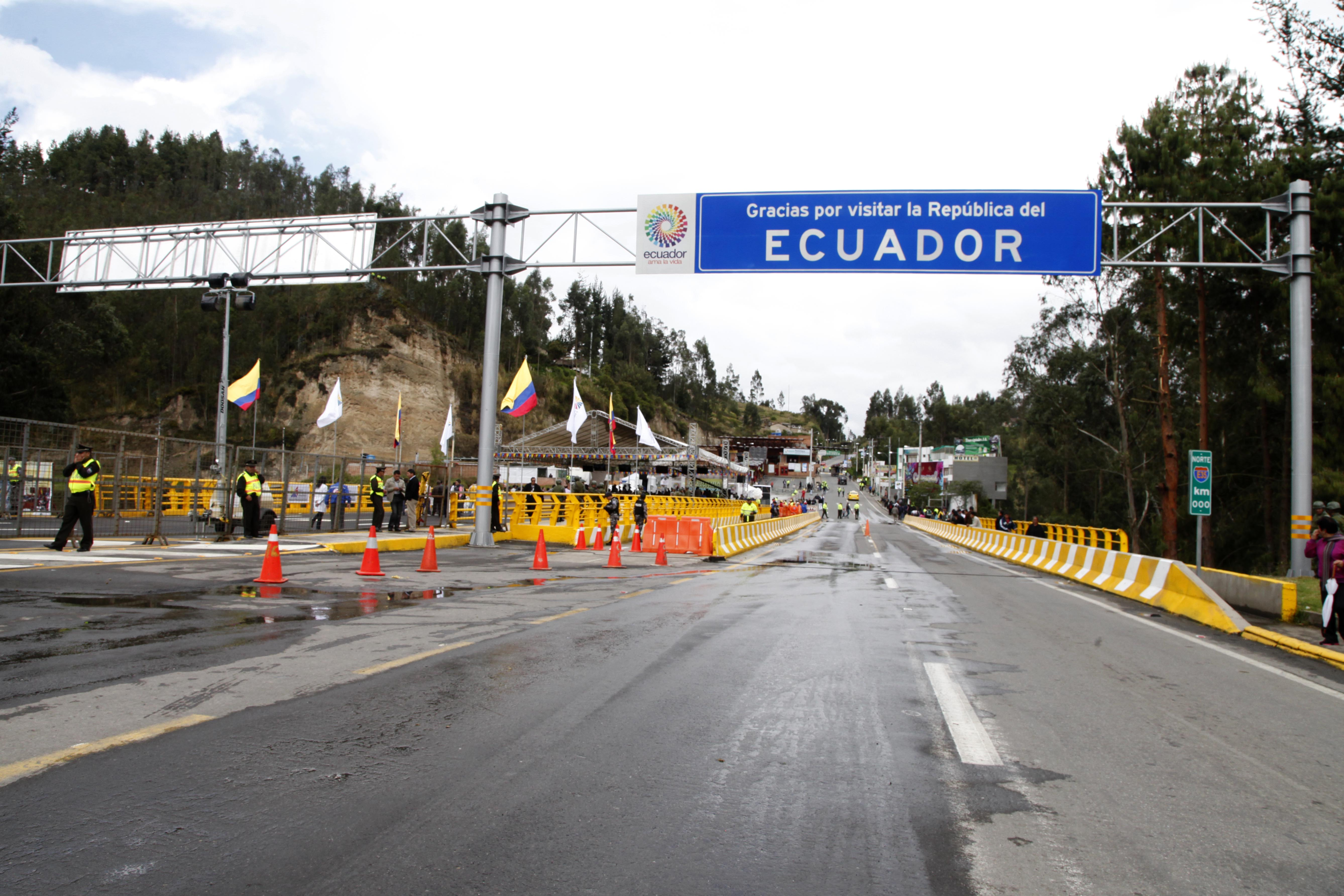
Das südliche Ende der I-25 in Rumichaca (Grenze zu Ecuador)